# St. Pauli Nacht
St. Pauli Nacht ist ein Episodenfilm von Sönke Wortmann aus dem Jahre 1998.

## Handlung
Der Hamburger Kiezganove Johnny erlebt seinen ersten Tag in Freiheit seit einem Aufenthalt im Gefängnis. Durch einen Anruf wird er abends auf die Reeperbahn gelockt und dort durch die Verkettung mehrerer unglücklicher Umstände vom betrunkenen Postboten Manfred erschossen.
In mehreren miteinander verwobenen Episoden erzählt der Film den Vortag aus der Perspektive der beteiligten Personen, so unter anderem eines Taxifahrers, eines Kleinkriminellen, einer transgeschlechtlichen Prostituierten und zweier Jugendlicher.
Zum Schluss stellt sich heraus, dass der Anruf, der Johnny auf den Hamburger Kiez gelockt hatte, ein als Telefonstreich gemeinter fingierter Anruf zweier Jugendlicher war.

## Auszeichnungen
Für seine Rolle in St. Pauli Nacht erhielt Florian Lukas den Bayerischen Filmpreis als Bester Nachwuchsdarsteller.
Frank Göhre wurde für das Drehbuch zum Film mit dem Deutschen Drehbuchpreis ausgezeichnet.

## Kritiken
- kino.de: Ein attraktiv besetzter, inszenatorischer und atmosphärischer Kontrast zum oft von [Wortmann] beschrittenen Komödienterritorium.[1]

- Cinema: „Die episodische Struktur des Romans in ein variantenreiches Spiel mit überlappenden Zeitebenen und Handlungssträngen übertragend, entwickelt der Film ein vielschichtiges Stimmungsbild vom Lieben und Sterben in der großen, grauen Stadt.“[2]